# Lore Krainer
Lore Krainer (* 4. November 1930 in Graz, Steiermark; † 3. Juli 2020 in Oberwaltersdorf) war eine österreichische Kabarettistin, Sängerin, Komponistin und Autorin.

## Leben

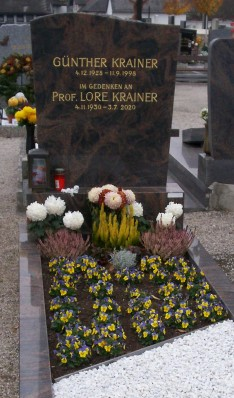
Grabstätte von Lore Krainer

Lore Krainer erhielt Klavierunterricht, besuchte das Gymnasium, studierte am Grazer Konservatorium und absolvierte die Meisterklasse für Klavier. Einige Jahre war sie auch an einer Theaterschule tätig.
Von 1950 bis 1965 arbeitete sie gemeinsam mit ihrem Mann, dem Buffo-Tenor Günther Krainer, als Pianistin und Entertainerin in der Schweiz. 1968 kehrten die beiden nach Graz zurück und führten den „Girardi-Keller“, ein Spezialitätenrestaurant im Geburtshaus von Alexander Girardi in Graz, Leonhardstraße 28, in dem sie mit eigenen Texten und Liedern auftrat. 1972 wurde sie von Gerhard Bronner in sein Wiener Kabarett Fledermaus engagiert.
Von 30. Oktober 1978 bis 28. Juni 2009 konnte man Lore Krainer jeden Sonntagmorgen in dem von Gerhard Bronner und Peter Wehle gegründeten Radiokabarett Der Guglhupf auf Ö1 hören.
Mehrere Jahre wirkte sie in der ORF-Fernsehsendung Seniorenclub mit.
1984 wurde ihr, als erster Nichtwienerin, der Johann-Nestroy-Ring verliehen.
In ihrer Freizeit spielte sie gerne Tarock, namentlich die Variante Königrufen, und wurde auch als „die Doyenne des österreichischen Tarock“ bezeichnet. Sie erzielte einige Turniersiege in diesem Spiel. In der Saison 2005/06 des Wiener Tarockcups belegte sie den dritten Gesamtrang.
Ihre letzte Ruhestätte befindet sich auf dem Friedhof in Oberwaltersdorf.

## Auszeichnungen
- Goldener Urlinger der Jedlersdorfer Faschingsgilde (1999)
- Goldenes Ehrenzeichen für Verdienste um das Bundesland Niederösterreich (2003)
- Verleihung des Berufstitels Professor (2005)[5]
- Goldenes Ehrenzeichen für Verdienste um das Land Wien (2011)

## Diskographie
- „Lore Krainer singt Anti-Schlager“, Ariola 63 413